# Time 100
Time 100 — список ста наиболее влиятельных людей года по мнению американского журнала Time.

## История
Список выбирается комиссией учёных и публикуется начиная с 1999, когда был опубликован список самых выдающихся личностей 20-го века. Ежегодный список публикуется с 2004 года.
Отбираемые в список персоны делятся на 5 категорий:
- «Лидеры и революционеры» (Leaders & Revolutionaries)
- «Строители и титаны» (Builders & Titans)
- «Знаменитости в мире искусства и развлечений» (Artists & Entertainers)
- «Ученые и мыслители» (Scientists & Thinkers)
- «Герои и кумиры» (Heroes & Icons)

## Список персон XX века
В июне 1999 был опубликован список наиболее значительных персон XX века: «Time 100: Герои и кумиры 20-го века» (TIME 100: Heroes & Icons of the 20th Century). Кандидатов отбирала комиссия американских историков, журналистов и политиков.

## Многократное появление персон в списках

### 13-кратные избранники
- Си Цзиньпин
2022, 2021, 2020, 2019, 2018, 2017, 2016, 2015, 2014, 2013, 2012, 2011 и 2009

### 11-кратные избранники
- Барак Обама
2016, 2015, 2014, 2013, 2012, 2011, 2010, 2009, 2008, 2007 и 2005 (финалист в 2018)
- Опра Уинфри
2022, 2018, 2011, 2010, 2009, 2008, 2007, 2006, 2005, 2004 и 20-й век (финалист в 2020, 2019, 2017, 2015, 2014 и 2012)

### 10-кратные избранники
- Хиллари Клинтон
2016, 2015, 2014, 2012, 2011, 2009, 2008, 2007, 2006 и 2004 (финалист в 2013 и 2010)

### 9-кратные избранники
- Ангела Меркель 
2020, 2016, 2015, 2014, 2012, 2011, 2009, 2007 и 2006 (финалист в 2019, 2018, 2017, 2013, 2010 и 2008)

### 8-кратные избранники
- Ким Чен Ын 
2018, 2017, 2016, 2015, 2014, 2013, 2012 и 2011  (финалист в 2020 и 2019)

### 7-кратные избранники
- Владимир Путин
 2022, 2017, 2016, 2015, 2014, 2008 и 2004 (Финалист в 2020, 2019, 2018, 2012, 2011, 2009 и 2007)

### 6-кратные избранники
- Папа Римский Франциск 
 2019, 2017, 2016, 2015, 2014 и 2013 
 (финалист в 2020 и 2018)
- Дональд Трамп 
2021, 2020, 2019, 2018, 2017 и 2016

### 5-кратные избранники
- Стив Джобс
2010, 2008, 2007, 2005 и 2004 (финалист в 2011 и 2009)
- Джефф Безос
 2018, 2017, 2014, 2009 и 2008 (финалист в 2020, 2019, 2016, 2015, 2013 и 2012)
- Аун Сан Су Чжи 
 2016, 2013, 2011, 2008 и 2004 
 (финалист в 2012 и 2009)
- Нэнси Пелоси
 2020, 2019, 2018, 2010 и 2007 
 (финалист в 2013, 2009 и 2008)
- Нарендра Моди 
2021, 2020, 2017, 2015 и 2014 
 (финалист в 2019, 2018, 2016 и 2012)
- Джо Байден 
2022, 2021, 2020, 2013 и 2011 
 (финалист в 2016)
- Тим Кук 
2022, 2021, 2016, 2015 и 2012 
 (финалист в 2020, 2019, 2018, 2017 и 2014)
- Кристин Лагард
 2022, 2016, 2012, 2010 и 2009 
 (финалист в 2014)

### Четырёхкратные избранники
- Реджеп Эрдоган
 2017, 2016, 2010 и 2004 
 (финалист в 2019, 2015, 2014 и 2012)
- Билл Клинтон
 2010, 2006 (предоставлено Джорджу Бушу — старшему); 2005 и 2004 (в 2004 году он был включен в список в составе семьи Клинтонов) 
 (финалист в 2015, 2013 и 2007 годах)
- Джордж Буш — младший
 2008, 2006, 2005 и 2004 
 (финалист в 2009 и 2007)
- Джордж Клуни
 2009, 2008, 2007 и 2006 
 (финалист в 2012, 2011 и 2010)
- Билл Гейтс
 2006 (вместе с женой Мелиндой Гейтс); 2005, 2004 и 20-й век 
 (финалист в 2019, 2018, 2017, 2016, 2014, 2010 (с Мелиндой) и 2008)
- Ху Цзиньтао
 2008, 2007, 2005 и 2004 
 (финалист в 2011 и 2009)
- Кондолиза Райс
 2007, 2006, 2005 и 2004 
 (финалист в 2008)
- Джейми Даймон 
 2011, 2009, 2008 и 2006 
 (финалист в 2015 и 2012)
- Леброн Джеймс
 2019, 2017, 2013 и 2005 
 (финалист в 2020, 2018 и 2015)
- Биньямин Нетаньяху 
 2019, 2015, 2012 и 2011 
 (финалист в 2020, 2017, 2013, 2010 и 2009)
- Мишель Обама 
 2019, 2013, 2011 и 2009 
 (финалист в 2016, 2015, 2014, 2012 и 2010)
- Марк Цукерберг 
 2019, 2016 (вместе с супругой Присциллой Чан); 2011 и 2008 
 (финалист в 2020, 2018, 2017, 2015, 2014, 2012 и 2009)
- Илон Маск 
2021, 2018, 2013 и 2010 
 (финалист в 2020, 2019, 2017, 2016 и 2015)

### Трёхкратные избранники
- Папа Римский Бенедикт XVI 
 2007, 2006 и 2005 
 (финалист в 2013, 2009 и 2008)
- Уоррен Баффет 
 2012, 2007 и 2004 
 (финалист в 2016, 2013, 2011, 2010, 2009 и 2008)
- Кэтрин, герцогиня Кембриджская 
 2013, 2012 (вместе с сестрой Пиппой Миддлтон) и 2011 (вместе с супругом принцем Уильямом) 
 (финалист в 2018)
- Далай-лама XIV 
 2008, 2005 и 2004 
 (финалист в 2015 и 2009)
- Ма Хуатэн 
 2018, 2014 и 2007 
 (финалист в 2019)
- Чарльз Кох 
 2015, 2014 и 2011 
 (финалист в 2016 и 2012) 
 (всегда вместе с братом Дэвидом)
- Дэвид Кох 
 2015, 2014 и 2011 
 (финалист в 2016 и 2012) 
 (всегда вместе с братом Чарльзом)
- Нельсон Мандела 
 2005, 2004 и 20-й век 
 (финалист в 2008 и 2007)
- Руперт Мердок 
 2008, 2005 и 2004 
 (финалист в 2012, 2010 и 2009)
- Ларри Пейдж 
 2011, 2005 (в составе Google Guys) и 2004 (вместе с Сергеем Брином) 
 (финалист в 2014, 2012 и 2008 (вместе с Брином))
- Брэд Питт 
 2009, 2008 (вместе с партнёршей Анджелиной Джоли) и 2007 
 (финалист в 2012 и 2011 вместе с Джоли)
- Тейлор Свифт 
 2019, 2015 и 2010
- Джанет Йеллен 
 2017, 2015 и 2014 
 (финалист в 2016)
- Малала Юсуфзай 
 2015, 2014 и 2013 
 (финалист в 2016)
- Жэнь Чжэнфэй 
 2019, 2013 и 2005
- Джон Робертс 
 2020, 2007 и 2006 
 (финалист в 2015, 2013, 2012, и 2008)
- Тайгер Вудс 
 2019, 2009 и 2004 
 (финалист в 2010, 2008, и 2007)
- Наоми Осака 
 2021, 2020 и 2019